# 马克·克莱因施密特
马克·克莱因施密特（德語：Mark Kleinschmidt，1974年5月28日—），德国男子赛艇运动员。他曾代表德国参加1996年夏季奥林匹克运动会赛艇比赛，获得男子八人单桨有舵手银牌。